# Ernst Henne

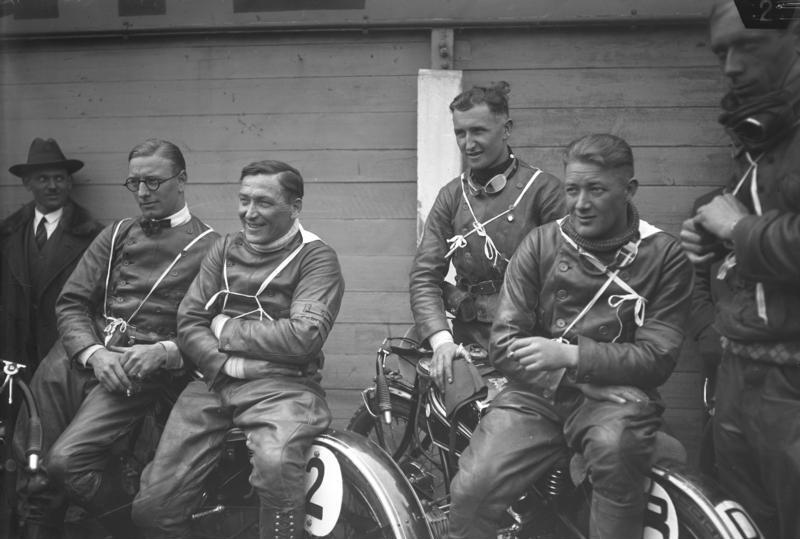
Henne i bakgrunden.

Ernst Jakob Henne, född 22 februari 1904 i Weiler im Allgäu, död 22 maj 2005 i Gran Canaria, var en tysk racingförare som tävlade med motorcykel och bil. Henne var även framgångsrik som företagare. 
Henne blev verksförare för BMW 1926 och de kommande åren tillhörde han Tysklands bästa motorcykelförare. Han blev bland annat tysk mästare i 500 kubiksklassen 1926 och 1927 i 750 kubiksklassen. Från 1929 genomförde Henne flera världsrekord inom motorcykel för BMW. 1929 slog Henne världsrekord då han om upp i 216,7 km/h och fram till 1937 följde ytterligare 76 hastighetsrekord. 
Från 1934 tävlade henne även inom bilsport, först för Mercedes och från 1935 för BMW. Efter andra världskriget startade Henne en Daimler-Benz-verkstad i München som blev en av de största handlarna i Tyskland. 